# Acrocephalus
Pel gènere d'ocells Acrocephalus vegeu Acrocephalus (ocell).
Acrocephalus és un gènere de plantes que pertany a la família de les lamiàcies, conté unes 130 espècies. Aquest nom és un homònim del gènere Acrocephalus (balquers) de la família Sylviidae.

## Espècies acceptades
1. Platostoma africanum P.Beauv
2. Platostoma annamense (G.Taylor) A.J.Paton
3. Platostoma axillaris (Benth.) A.J.Paton
4. Platostoma becquerelii Suddee & A.J.Paton
5. Platostoma borzianum (Chiov.) ined..
6. Platostoma calcaratum (Hemsl.) A.J.Paton
7. Platostoma cambodgense Suddee & A.J.Paton
8. Platostoma clausum (Merr.) A.J.Paton
9. Platostoma cochinchinense (Lour.) A.J.Paton
10. Platostoma coeruleum (R.E.Fr.) A.J.Paton
11. Platostoma coloratum (D.Don) A.J.Paton
12. Platostoma denticulatum Robyns
13. Platostoma dilungense (Lisowski & Mielcarek) A.J.Paton -
14. Platostoma elongatum (Benth.) A.J.Paton -
15. Platostoma fastigiatum A.J.Paton & Hedge - Madagascar
16. Platostoma fimbriatum A.J.Paton -
17. Platostoma gabonense A.J.Paton
18. Platostoma glomerulatum A.J.Paton & Hedge - Madagascar
19. Platostoma grandiflorum Suddee & A.J.Paton
20. Platostoma helenae (Buscal. & Muschl.) ined.. - Moçambic
21. Platostoma hildebrandtii (Vatke) A.J.Paton & Hedge - Kenya, Tanzània
22. Platostoma hispidum (L.) A.J.Paton
23. Platostoma intermedium A.J.Paton -
24. Platostoma kerrii Suddee & A.J.Paton
25. Platostoma lanceolatum (Chermsir. ex Murata) A.J.Paton
26. Platostoma laxiflorum A.J.Paton & Hedge - Madagascar
27. Platostoma leptochilon Robyns -
28. Platostoma longicorne (F.Muell.) A.J.Paton
29. Platostoma madagascariense (Benth.) A.J.Paton & Hedge - Madagascar
30. Platostoma mekongense Suddee
31. Platostoma menthoides (L.) A.J.Paton
32. Platostoma montanum (Robyns) A.J.Paton
33. Platostoma ocimoides (G.Taylor) A.J.Paton
34. Platostoma palniense (Mukerjee) A.J.Paton -
35. Platostoma palustre (Blume) A.J.Paton
36. Platostoma rotundifolium (Briq.) A.J.Paton
37. Platostoma rubrum Suddee & A.J.Paton
38. Platostoma siamense (Murata) A.J.Paton
39. Platostoma stoloniferum (G.Taylor) A.J.Paton
40. Platostoma strictum (Hiern) A.J.Paton -
41. Platostoma taylorii Suddee & A.J.Paton
42. Platostoma tectum A.J.Paton
43. Platostoma tenellum (Benth.) A.J.Paton & Hedge - Madagascar
44. Platostoma thymifolium (Benth.) A.J.Paton & Hedge - Madagascar
45. Platostoma tridechii Suddee
46. Platostoma verbenifolium (Watt ex Mukerjee) A.J.Paton